# 2012: A Era do Gelo
2012: A Era do Gelo é um filme de desastre produzido pelo grupo de cinema independente The Asylum.

## Sinopse
Quando uma erupção vulcânica na Islândia envia uma geleira que se move rapidamente em direção a América Norte, uma família luta para sobreviver a próxima era do gelo.
Bill Hart, um pai de família, tenta de todas as maneiras salvar a vida de sua família antes da catástrofe.

## Elenco
| Personagem  | Ator/Atríz          |
| ----------- | ------------------- |
| Bill Hart   | Patrick Labyorteaux |
| Teri Hart   | Julie McCullough    |
| Nelson Hart | Nick Afanasiev      |
| Julia Hart  | Katie Wilson        |
| Logan       | Kyle Morris         |
| Gerald      | Gerald Webb         |
| Gary        | Ted Monte           |
| Josh        | Jesse Daly          |

## Recepção
O filme recebeu uma reação geral negativa. Foi classificado com nota 1/5 pelo site Disaster Movie World.